# パトリック・オキャラハン
パトリック・オキャラハン（Patrick O'Callaghan、1905年9月15日 - 1991年12月1日）は、アイルランドの陸上競技選手。ハンマー投の選手として1928年アムステルダムオリンピックと1932年ロサンゼルスオリンピックに出場し、2大会連続の金メダルに輝いた選手である。

## 経歴
オキャラハンはアイルランド南部コーク県のカンターク出身。ダブリンの王立外科医学院で医学を学んだ。卒業後の1926年から英国空軍の衛生部隊に参加。1928年にアイルランドに戻り、ティペラリー県で自分の診療所を立ち上げた。
この間、1927年にダブリンでハンマー投デビューを果たす。翌年のアムステルダムオリンピックでは金メダルを獲得。アイルランド代表選手として初の金メダリストとなった。このまま、4年後まで彼は力を維持し、1932年ロサンゼルスオリンピックでも連続の金メダルを獲得した。しかし、1936年ベルリンオリンピックには国際陸連がアイルランドの連盟を承認しなかったため出場はかなわなかった。
オキャラハンは選手としてハンマー投、砲丸投、円盤投、重錘投げ（高度、距離）そして走高跳のアイルランドチャンピオンに輝いている。また1937年にはコーク県の大会で、ハンマー投で59m55の世界記録を樹立。しかし、このときもまだアイルランドの連盟が承認されていなかったため公認されることはなかった。
その後、オキャラハンは地元で1980年代後半まで60年以上にわたり医師として活躍した。